# Niederländische Annexionspläne nach dem Zweiten Weltkrieg

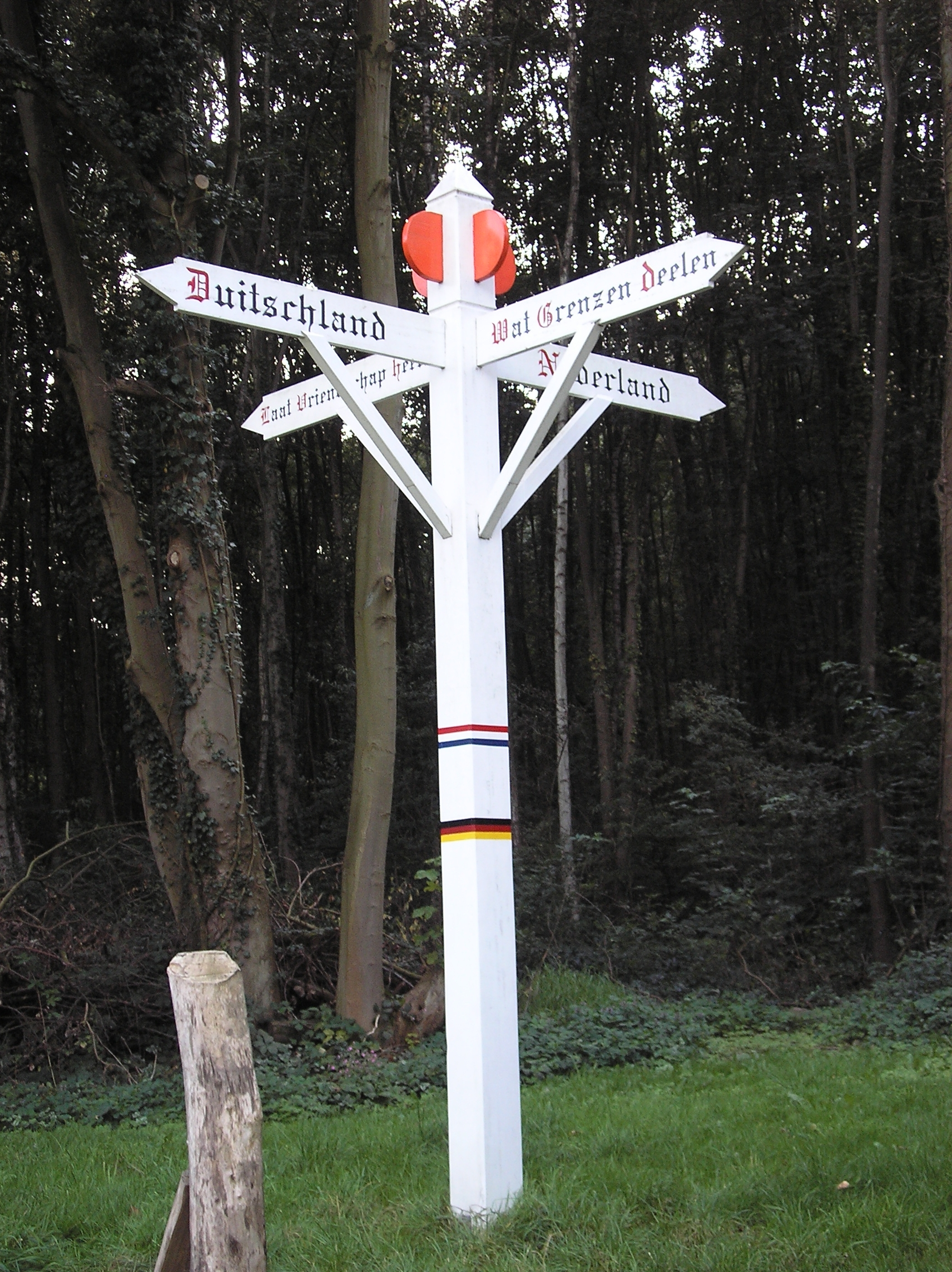
„Laat vriendschap heelen, wat grenzen deelen“ – „Lasst Freundschaft heilen, was Grenzen teilen“: Markierungspfahl am ehemaligen Grenzverlauf bei Wylerberg

Niederländische Annexionspläne nach dem Zweiten Weltkrieg waren Überlegungen, Planungen und auch Taten von offizieller niederländischer Seite, 1945 große Gebietsteile entlang der deutsch-niederländischen Grenze zu annektieren. Dies wurde neben Geldzahlungen und dem Überlassen von Arbeitskräften als eine weitere Möglichkeit deutscher Reparationen nach dem Zweiten Weltkrieg in Betracht gezogen. Einige deutsche Gebiete wurden besetzt, fast alle bis 1963 zurückgegeben, nur der Wylerberg nicht. Der Verlauf der Staatsgrenze zwischen den Niederlanden und Deutschland ist im Verlauf der Außenems nach wie vor ungeklärt (siehe Deutsch-Niederländische Grenzfrage).

## Zur Vorgeschichte
Der NS-Staat unter Adolf Hitler (zunächst Reichskanzler, dann zusätzlich Reichspräsident und seit 1938 auch Oberbefehlshaber der Wehrmacht) hatte systematisch die Aufrüstung der Wehrmacht betrieben, 1938 Österreich angeschlossen, die Tschechoslowakei besetzt, ab dem 1. September 1939 Polen erobert, ab dem 10. Mai 1940 die Benelux-Staaten überfallen und im Juni 1940 Frankreich besiegt. 
Die Besetzung der Niederlande endete am 5. Mai 1945 nach einem Hungerwinter, in dem über 20.000 Niederländer verhungerten.

## Bakker Schut

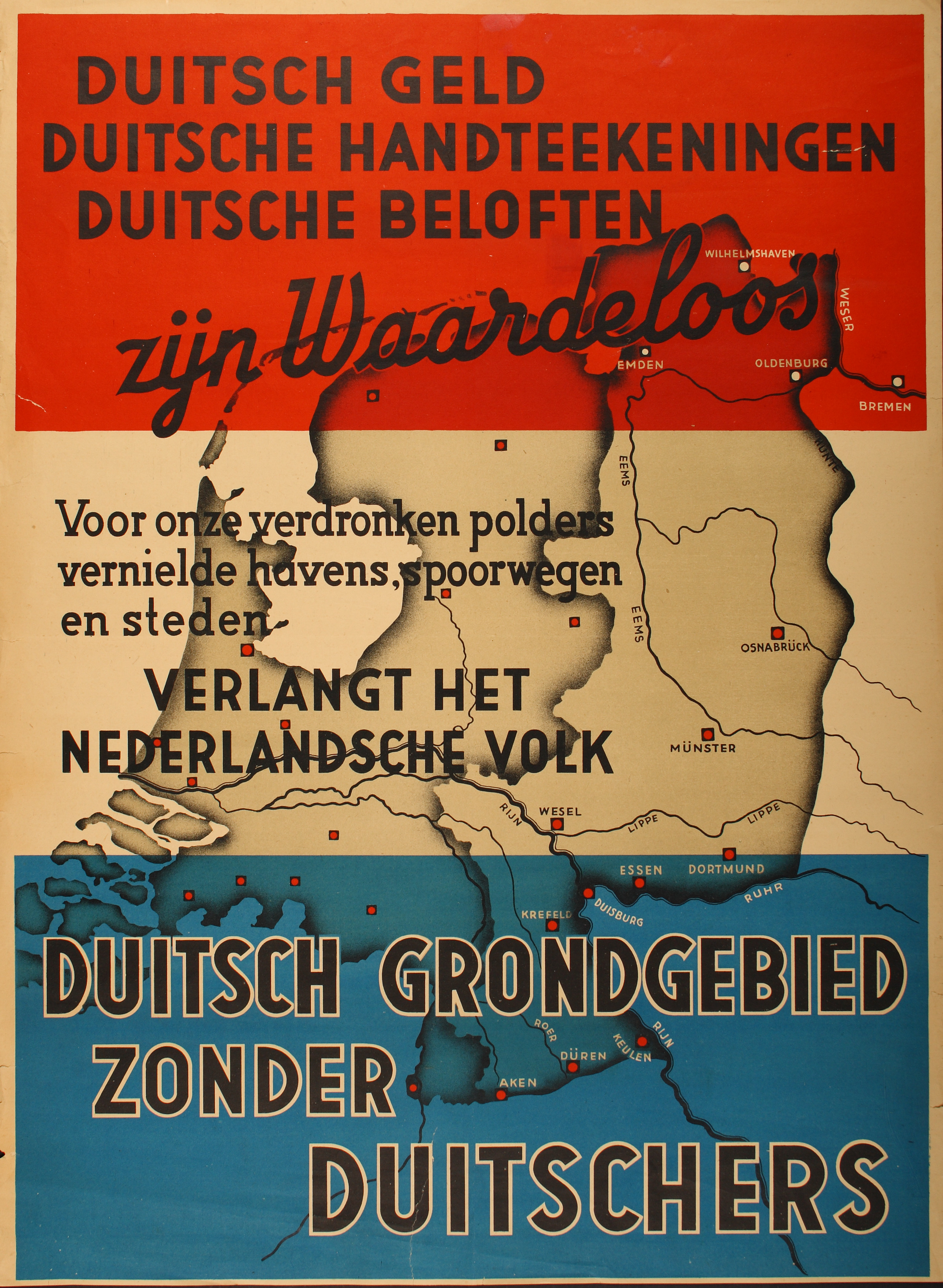
„Deutsches Geld, deutsche Unterschriften, deutsche Versprechen sind wertlos. Für unsere abgesoffenen Polder, zerstörten Häfen, Eisenbahnen und Städte verlangt das niederländische Volk deutsches Territorium ohne Deutsche.“

Eine treibende Kraft bei den offiziellen und inoffiziellen Planungen für die Annexion war Frits Bakker Schut (1903–1966). Er war Mitglied der Staatskommission zur Klärung der Annexionsfrage (Staatscommissie ter Bestudering van het Annexatievraagstuk) sowie der Studiengruppe Gebietserweiterungen (Studiegroep Gebiedsuitbreiding). Die Staatskommission zur Klärung der Annexionsfrage wurde am 25. August 1945 vom damaligen niederländischen Außenminister Eelco N. van Kleffens eingerichtet. Gleichzeitig war Bakker Schut Sekretär des Niederländischen Komitees für Gebietserweiterungen (Nederlandsch Comité voor Gebiedsuitbreiding).

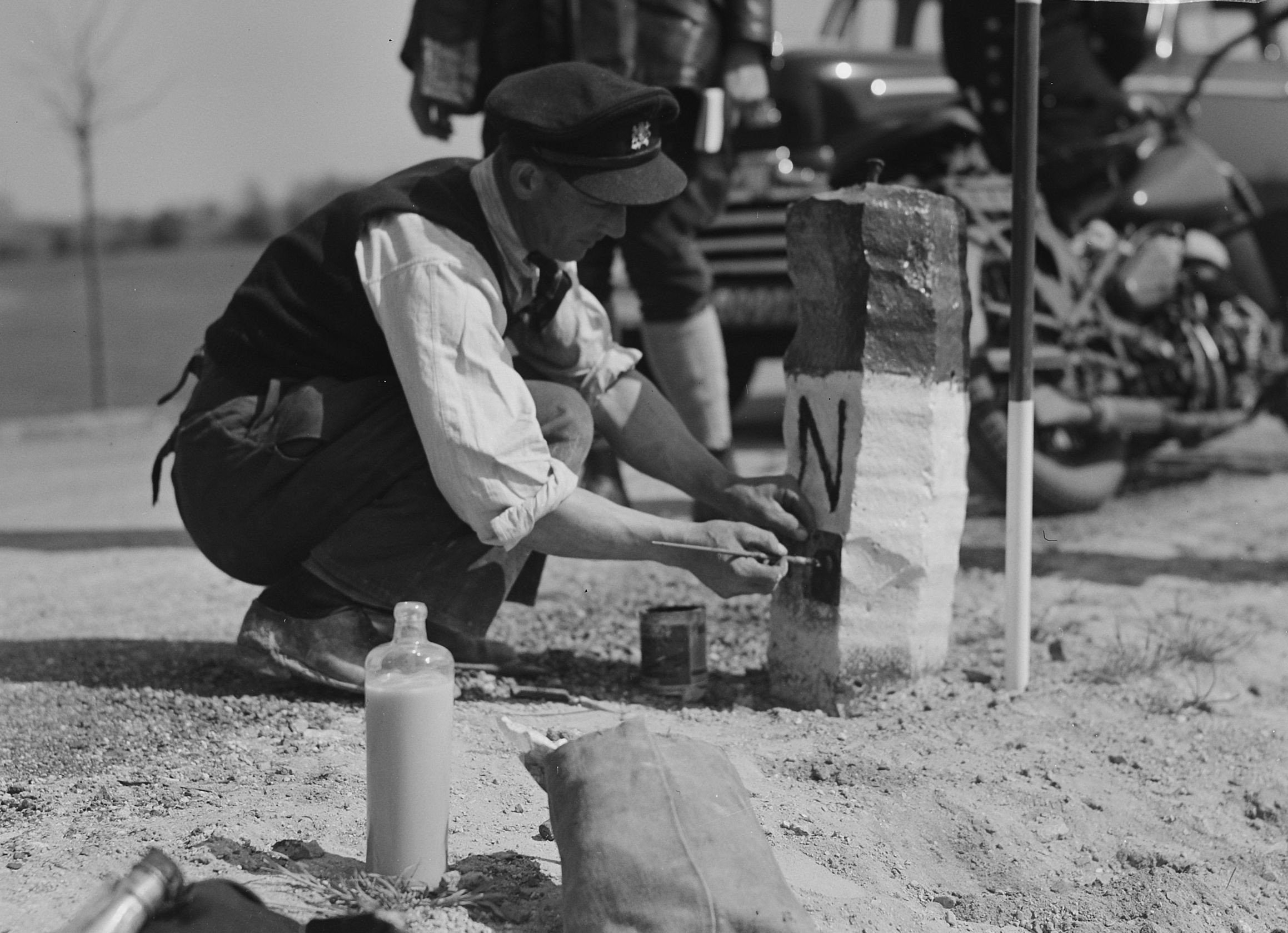
Übermalen einer deutschen Grenzmarkierung bei Elten, 1949. Hierbei wurde der deutsche Grenzpfahl in niederländischen Farben übermalt und mit einem großen N (als Symbol für die Niederlande) markiert

## Planungskomitee
Das Niederländische Komitee für Gebietserweiterungen hatte sich zum Ziel gesetzt, durch Propagandaschriften und öffentliche Auftritte um Sympathien in der niederländischen Bevölkerung für Gebietserweiterungen zu werben. So wurde zum Beispiel für die sogenannte Wesergrenze (Werbespruch: Nederlands grens kome aan de Wezer) geworben. In der Nachkriegszeit gab es eine Flut solcher Broschüren.

## Staatskommission
Der Staatskommission zur Klärung der Annexionsfragestellung waren einige extra eingerichtete Arbeitsgruppen untergeordnet, die sich mit der genauen Umsetzbarkeit des Plans auf bestimmten Teilgebieten beschäftigten. So wurden durch die Arbeitsgruppen sämtliche Bodenschätze wie Steinkohle, Braunkohle, Torf, Naturstein, Erdöl, Eisenerz, Stein- und Kalisalzvorkommen kartiert und erfasst. Dasselbe geschah mit sämtlichen im geplanten Annexionsgebiet liegenden größeren Industrieunternehmen sowie landwirtschaftlichen Flächen. Besonderes Interesse erregten die (Niedergrafschafter) Erdöl- und Erdgasfelder sowie die weitgehend unberührten Flächen des Bourtanger Moores.
Der Abschlussbericht der niederländischen Staatskommission zur Klärung der Annexionsfrage wurde Ende 1945 dem niederländischen Innenministerium vorgelegt. Dieser als Bakker-Schut-Plan bekanntgewordene Bericht sah drei verschiedene Annexionsalternativen vor. Plan A umfasste eine Annexion aller Gebiete westlich der ungefähren Linie Wilhelmshaven (dann westlich der Weser folgend), Osnabrück, Hamm, Wesel, weiter dem Rhein folgend bis in die Nähe Kölns, dann abknickend Richtung Westen bis Aachen. Die Städte Aachen, Osnabrück, Münster, Köln und Oldenburg sollten dabei mitannektiert werden. Plan B entspricht im Wesentlichen Plan A mit dem Unterschied, dass die bevölkerungsreichen Gebiete der Städte Neuss, Mönchengladbach und Köln von der Annexion ausgenommen werden sollten. Plan C sieht ein kleineres Annexionsgebiet vor, beginnend auf einer Linie östlich von Varel, umschließend das gesamte Emsland, das Gebiet um Wesel bis in die Nähe von Krefeld.
Befürworter der Annexionspläne waren vor allem Königin Wilhelmina und die katholische Partei. Zurückhaltender waren die Protestanten und die Liberalen, während die Sozialisten Annexionen grundsätzlich ablehnten.

### Bakker-Schut-Plan

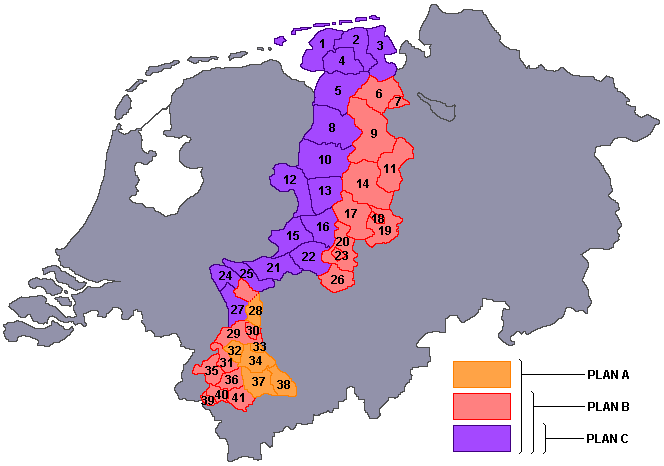
Karte der nach Bakker Schut zu annektierenden nordwestdeutschen Gebiete

Die Gebiete, die nach Bakker Schut hätten annektiert werden sollen, waren die damaligen Landkreise und kreisfreien Städte:
| Nr. | Name der Gebietskörperschaft | Plan A | Plan B | Plan C |
| --- | ---------------------------- | ------ | ------ | ------ |
| 1   | Norden-Emden                 | X      | X      | X      |
| 2   | Wittmund                     | X      | X      | X      |
| 3   | Jever-Varel                  | X      | X      | X      |
| 4   | Aurich                       | X      | X      | X      |
| 5   | Weener-Leer                  | X      | X      | X      |
| 6   | Ammerland                    | X      | X      | --     |
| 7   | Oldenburg-Stadt              | X      | X      | --     |
| 8   | Aschendorf-Hümmling          | X      | X      | X      |
| 9   | Cloppenburg-Friesoythe       | X      | X      | --     |
| 10  | Meppen                       | X      | X      | X      |
| 11  | Vechta                       | X      | X      | --     |
| 12  | Grafschaft Bentheim          | X      | X      | X      |
| 13  | Lingen                       | X      | X      | X      |
| 14  | Bersenbrück                  | X      | X      | --     |
| 15  | Ahaus                        | X      | X      | X      |
| 16  | Steinfurt                    | X      | X      | X      |
| 17  | Tecklenburg                  | X      | X      | --     |
| 18  | Osnabrück Stadt              | X      | X      | --     |
| 19  | Osnabrück Land               | X      | X      | --     |
| 20  | Münster Land                 | X      | X      | --     |
| 21  | Borken                       | X      | X      | X      |
| 22  | Coesfeld                     | X      | X      | X      |
| 23  | Münster Stadt                | X      | X      | --     |
| 24  | Kleve                        | X      | X      | X      |
| 25  | Rees                         | X      | X      | X      |
| 26  | Lüdinghausen                 | X      | X      | --     |
| 27  | Geldern                      | X      | X      | X      |
| 28  | Moers                        | X      | X      | --     |
| 29  | Kempen-Krefeld               | X      | X      | --     |
| 30  | Krefeld-Uerdingen            | X      | X      | --     |
| 31  | Erkelenz                     | X      | X      | --     |
| 32  | Mönchengladbach              | X      | --     | --     |
| 33  | Neuss                        | X      | --     | --     |
| 34  | Grevenbroich                 | X      | --     | --     |
| 35  | Heinsberg-Geilenkirchen      | X      | X      | --     |
| 36  | Jülich                       | X      | X      | --     |
| 37  | Bergheim                     | X      | --     | --     |
| 38  | Köln                         | X      | --     | --     |
| 39  | Aachen Stadt                 | X      | X      | --     |
| 40  | Aachen Land                  | X      | X      | --     |
| 41  | Düren                        | X      | X      | --     |

## Geplante Ortsumbenennungen
Es waren im Annexionsgebiet auch Ortsumbenennungen geplant, wobei viele deutsche Orte jedoch schon von alters her einen niederländischen Namen hatten.
Beispiele:
| Deutsche Ursprungsnamen | Geplante Ortsnamen |
| ----------------------- | ------------------ |
| Köln                    | Keulen             |
| München-Gladbach        | Monniken-Glaadbeek |
| Jülich                  | Gulik              |
| Emmerich                | Emmerik            |
| Selfkant                | Zelfkant           |
| Kleve                   | Kleef              |
| Aachen                  | Aken               |
| (Bad) Bentheim          | Neder-Benthem      |
| Emlichheim              | Emmelkamp          |
| Geilenkirchen           | Geelkerken         |
| Geldern                 | Gelderen           |
| Goch                    | Gogh               |
| Moers                   | Meurs              |
| Münster                 | Munster            |
| Burgsteinfurt           | Steenvoorde        |
| Neuenhaus               | Nieuwenhuis        |
| Nordhorn                | Noordhoorn         |
| Osnabrück               | Osnabrugge         |
| Aurich                  | Auwerk             |
| Veldhausen              | Veldhuizen         |
| Wesel                   | Wezel              |
| Hoch-Elten              | Hoog Elten         |
| Jemgum                  | Jemmingen          |
| Zwillbrock              | Zwilbroek          |

## Vertreibungspläne
Über den geplanten Umgang mit der in den beanspruchten Bereichen lebenden deutschen Bevölkerung gab es keine offiziellen Angaben. Bewohner eventuell betroffener Gebiete fürchteten, im Falle einer Annexion vertrieben zu werden. Geschürt wurden diese Ängste durch einige Veröffentlichungen des Niederländischen Komitees für Gebietserweiterungen, so etwa in der Broschüre Oostland – Ons Land (deutsch: Ostland – unser Land).
Danach sollten aus dem Annexionsgebiet sofort ausgewiesen werden:
- Alle Bewohner von Gemeinden mit mehr als 2500 Einwohnern.
- Alle Personen, die Mitglieder in der NSDAP und verwandten Organisationen gewesen waren.
- Alle Bewohner des Annexionsgebietes, die sich dort nach 1933 niedergelassen hatten.

Die übrige Bevölkerung sollte einer Optantenregelung unterworfen werden. Nach dieser konnten Personen, die keine verwandtschaftlichen Beziehungen (bis in den zweiten Grad) ins übrige Deutschland hatten, für die niederländische Staatsbürgerschaft optieren. Alle anderen sollten entschädigungslos enteignet und ausgewiesen werden. Als Sympathisanten für eine Annexion hofften die Niederländer auf die vor allem in der Niedergrafschaft Bentheim lebenden Altreformierten, die enge Verbindungen zu ihrer niederländischen Schwesterkirche pflegten und Niederländisch als Kirchensprache verwendeten.

## Die Umsetzung

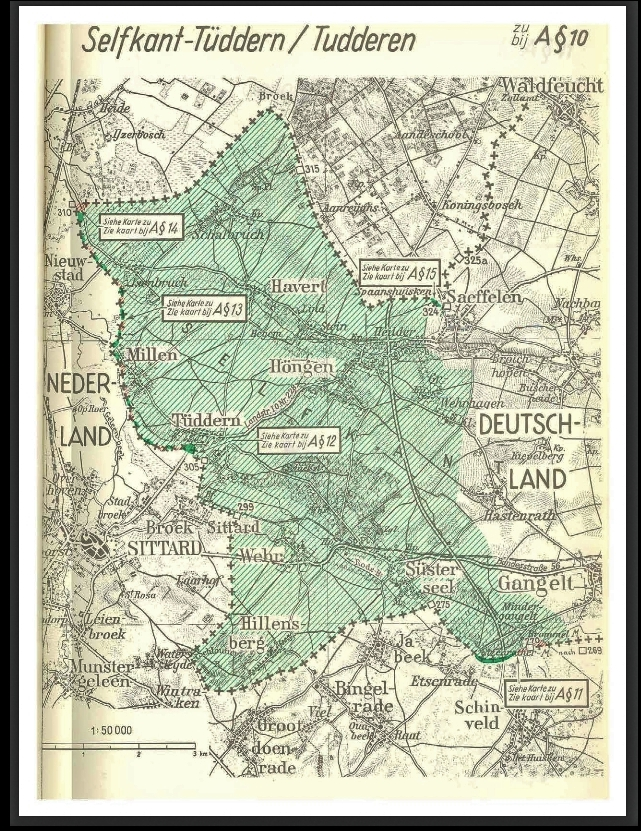
Der annektierte Selfkant 1948–1963

Annexionen im größeren Umfang durch die Niederlande wurden von der Alliierten Hohen Kommission mit der Begründung abgelehnt, dass Deutschland bereits mit den mehr als 14 Millionen Flüchtlingen aus den deutschen Ostgebieten überfordert sei und weitere Annexionen und Vertreibungen das Problem verschlimmern würden. Auch stand mit dem Beginn des Kalten Krieges eine Stabilisierung Westdeutschlands im Vordergrund. Auch in den Niederlanden selber gab es eine starke Opposition, insbesondere aus Kirchenkreisen, gegen die Annexionsbestrebungen.
Auf der Innenministerkonferenz der westalliierten Besatzungsmächte Deutschlands in London (14. Januar bis 25. Februar 1947) machten die Niederlande jedoch einen Gebietsanspruch auf eine Fläche von 1840 Quadratkilometern deutschen Grenzterritoriums offiziell geltend. Dieses Gebiet beinhaltete die Insel Borkum, die Niedergrafschaft und einen Grenzstreifen bei den Städten Ahaus, Rees, Kleve, Erkelenz, Geilenkirchen und Heinsberg sowie jeweils um diese herum liegende Gebiete. In diesen Gebieten lebten 1946 rund 160.000 Menschen, die zu weit mehr als 90 Prozent deutschsprachig waren. Diese Gebietsforderung entsprach einer verkleinerten und modifizierten Form der ursprünglichen Variante C des Bakker-Schut-Plans. Ein wichtiges Ziel der Annexionsforderungen war das Abschneiden des Seehandels in Emden. Dessen Rolle sollte Delfzijl übernehmen. Die Niedergrafschaft der Grafschaft Bentheim grenzt im Norden, im Westen und im Süden an niederländisches Staatsgebiet. Zudem bestanden enge sprachliche und verwandtschaftliche Kontakte zum Nachbarland. Dieses Gebiet war also von den Annexionsforderungen besonders betroffen, selbst bei einer sehr moderaten Form. Deshalb gründete sich in Bentheim am 12. Februar 1947 unter Federführung des Grafschafter Landrats Rudolf Beckmann der „Bentheimer Grenzlandausschuß“. Ihm traten die betroffenen Landkreise und Städte bei und beschäftigten sich in Ausschüssen mit der politischen und propagandistischen Abwehr der niederländischen Begehren, wozu unter anderem Spezialgutachten produziert wurden, die aus historischen, wirtschaftlichen oder geographischen Gründen einer Annexion widersprachen. Die niederländischen Annexionsforderungen, die auch in dem beabsichtigten Griff nach den Erdölfeldern der Grafschaft Bentheim und des Emslandes sowie den dortigen Ödlandflächen als Siedlungsgebiet begründet waren, sind mit ein Grund für die Durchsetzung eines wirtschaftlichen Aufbauprogramms für diese unterentwickelte Region (Emslandplan).
Auf der Grundlage des Pariser Protokolls vom 22. März 1949 beschlossen am 26. März 1949 die USA, Großbritannien, Frankreich und die Beneluxländer auf der Londoner Deutschland-Konferenz, die Grenzziehung zwischen den Beneluxländern, Frankreich und Deutschland anzupassen. Nur kleinere Annexionen deutscher Gebiete im Selfkant- sowie Elten-Gebiet und in der Grafschaft Bentheim wurden durchgesetzt. Des Weiteren wurden eine Vielzahl kleinerer Grenzänderungen vorgenommen, unter anderem in der Nähe von Nijmegen (Wylerberg) und Dinxperlo. Die Besetzung dieser Gebiete durch niederländische Kräfte begann am Sonntagmittag, dem 23. April 1949, um 12:00 Uhr.

## Rückgabe 1963
Diese Gebiete wurden aufgrund des Vertrags zur Regelung von deutsch-niederländischen Grenzfragen und anderen zwischen beiden Staaten bestehenden Problemen (Ausgleichsvertrag) am 1. August 1963 an die Bundesrepublik Deutschland nach Zahlung von 280 Millionen DM zurückgegeben. Nur der Wylerberg verblieb endgültig bei den Niederlanden. Für die niederländische Nationalstraße N 274, die durch den Selfkant hindurch ohne Verbindung mit dem deutschen Straßennetz die niederländischen Gemeinden Echt und Brunssum verband, wurde ein grenzabfertigungsfreier Transitverkehr vereinbart. Der in Deutschland liegende Teil dieser Straße wurde am 1. Januar 2002 unter deutsche Verwaltung gestellt, da die Transitregelung durch das Schengener Abkommen gegenstandslos geworden war. Sie wurde nach der Schaffung von Kreisverkehren zum Anschluss der umliegenden Ortschaften (Gangelt, Süsterseel, Heilder, Höngen, und Saeffelen) als Landesstraße L 410 in das deutsche Straßennetz einbezogen.
Der Bentheimer Grenzlandausschuss konzentrierte seine Tätigkeit zunehmend auf das Problem der Traktatländer, also des größtenteils ererbten Grundbesitzes von deutschen Bauern auf niederländischer Seite, die nach dem Krieg pauschal und entschädigungslos enteignet worden waren. Er löste sich am 12. Februar 1964 auf, nachdem mit Ausnahme dieses Punktes seine Aufgabe erfüllt war.
Eltener Butternacht
Die Rückgabe der annektierten deutschen Gebiete nutzten findige niederländische Geschäftsleute zu einem Coup, der als „Eltener Butternacht“ in die Geschichte einging: Lkw voller zollpflichtiger Waren fuhren in das an Deutschland zurückzugebende Gebiet, das um Mitternacht tatsächlich den Staat wechselte – Zoll wurde dabei nicht (mehr) erhoben.

## Übersicht der 1949 annektierten Gebiete (von Nord nach Süd)
- Unbewohnte Flächen (insgesamt 0,30 km²) zwischen Bad Neuschanz und Ter Apel
- Unbewohnte Flächen beiderseits des Nordhorn-Almelo-Kanals (0,03 km²)
- Gebiet nordöstlich von Losser, achtzehn Bewohner (1 km²)
- Grenzgebiet zwischen Rekken und dem Süden von Haaksbergen
- Unbewohnte Fläche bei Kotten (0,09 km²)
- Deutsches Wohngebiet (Suderwick), 342 Bewohner, angrenzend an Dinxperlo (0,64 km²)
- Die Grenzgemeinde Elten (19,54 km²) mit 3235 Einwohnern
- Grenzgebiet zwischen den Grenzsteinen 652 und 650 bei Millingen am Rhein
- Wylerberg (ndl. Duivelsberg) (1,25 km²)
- Grenzgebiet zwischen den Grenzsteinen 594 und 589 bei Mook en Middelaar
- Unbewohnte Flächen zwischen den Grenzsteinen 651 und 655 bei Ottersum (0,05 km²)
- Grenzgebiet zwischen den Grenzsteinen 532 und 531 bei Siebengewald in der Nähe von Goch, vier Einwohner
- Zwei Landstriche zwischen den Grenzsteinen 499 und 488 im Norden von Arcen, 60 Einwohner (0,40 und 0,41 km²)
- Gebiete bei Sittard von einer Größe von 41,34 km², 5665 Einwohner (Selfkant mit Tüddern, Mindergangelt, Heilder)
- Grenzgebiet bei Ubach over Worms (Rimburg)
- Grenzgebiet zwischen den Grenzsteinen 239 und 229 bei Kerkrade, 130 Einwohner (0,88 km²)
- Gebiet bei Eygelshoven, 110 Einwohner (0,11 km²)

Mit Ausnahme des Wylerberges kehrten alle Gebiete 1963 bzw. 2002 (Straße N 274 bei Selfkant) wieder zu Deutschland zurück.